# Saint-Médard-de-Mussidan
 Saint-Médard-de-Mussidan  (en occitano Sent Medard de Moissida) es una población y comuna francesa, situada en la región de Aquitania, departamento de Dordoña, en el distrito de Périgueux y cantón de Mussidan.

## Demografía
| 1153 | 1327 | 1540 | 1644 | 1600 | 1512 |
| Para los censos de 1962 a 1999 la población legal corresponde a la población sin duplicidades (Fuente: INSEE [Consultar]) |      |      |      |      |      |